# Romain Borrel
Romain Borrel (ur. 1 maja 1981 w Moutiers) – francuski snowboardzista. Nie startował na igrzyskach olimpijskich ani na mistrzostwach świata w snowboardzie. Najlepsze wyniki w Pucharze Świata w snowboardzie osiągnął w sezonie 1998/1999, kiedy to zajął 76. miejsce w klasyfikacji generalnej.

## Sukcesy

### Puchar Świata

#### Miejsca w klasyfikacji generalnej
- 1997/1998 – 127.
- 1998/1999 – 76.
- 1999/2000 – 92.

#### Miejsca na podium
1. Zell am See – 3 grudnia 1999 (Snowcross) – 3. miejsce